# 無齒短身電鰻
無齒短身電鰻（學名：Brachyhypopomus gauderio），為輻鰭魚綱電鰻目短吻電鰻科的其中一種，為熱帶淡水魚，分布於南美洲巴西、烏拉圭、巴拉圭淡水流域，體長可達14.9公分，棲息在底中層水域，生活習性不明。

## 扩展阅读
維基物種上的相關：無齒短身電鰻